# Emma (TV-film, 1996)
Emma är en brittisk TV-film från 1996 i regi av Diarmuid Lawrence. Filmen är baserad på Jane Austens roman med samma namn. I huvudrollerna ses Kate Beckinsale, Mark Strong och Samantha Morton.

## Handling
Unga, vackra och arroganta Emma talar om och råder i kärlek som att hon hade alla svaren. Hon smider planer och pusslar ihop människor helt utan tanke på konsekvenser för de inblandade. Vad de själva vill är hon inte så intresserad av, hon vet bäst vem de är lämpade för eller inte. 
Men snart drabbar kärleken även henne, vilket också får sina konsekvenser. Ska den misslyckade äktenskapsmäklaren själv kunna bli lyckligt gift?

## Rollista i urval
- Kate Beckinsale — Emma Woodhouse
- Bernard Hepton — herr Woodhouse
- Mark Strong — George Knightley
- Samantha Morton — Harriet Smith
- Olivia Williams — Jane Fairfax
- James Hazeldine — herr Weston
- Samantha Bond — fröken Taylor/fru Weston
- Raymond Coulthard — Frank Churchill
- Dominic Rowan — herr Elton
- Lucy Robinson — fru. Elton
- Prunella Scales — fröken Bates
- Sylvia Barter — fru Bates
- Guy Henry — John Knightley
- Dido Miles — Isabella Knightley
- Alistair Petrie — Robert Martin